# Michał Warciński
Michał Warciński (ur. 5 sierpnia 1979 w Piszu) – polski prawnik i nauczyciel akademicki, doktor habilitowany nauk prawnych, specjalista w zakresie prawa cywilnego oraz prawa obrotu nieruchomościami, od 2015 do 2016 dyrektor Biura Analiz Sejmowych, od 2016 sędzia Trybunału Konstytucyjnego.

## Życiorys
Absolwent Wydziału Prawa i Administracji oraz Wydziału Historycznego Uniwersytetu Warszawskiego, a także Wydziału Prawa Kanonicznego Uniwersytetu Kardynała Stefana Wyszyńskiego w Warszawie. Doktoryzował się w zakresie prawa w 2006 na UW. W 2015 na tej samej uczelni uzyskał stopień doktora habilitowanego nauk prawnych w zakresie prawa na podstawie dorobku naukowego oraz monografii zatytułowanej Służebności gruntowe według kodeksu cywilnego.
Pracował jako adiunkt w Wyższej Szkole Zarządzania i Prawa im. Heleny Chodkowskiej oraz w Instytucie Wymiaru Sprawiedliwości. Od 2008 adiunkt na UW, od 2009 w Instytucie Prawa Cywilnego UW. W latach 2006–2016 był kolejno asystentem i specjalistą w Sądzie Najwyższym.
W grudniu 2015 w trakcie kryzysu wokół Trybunału Konstytucyjnego w artykule opublikowanym w dzienniku „Rzeczpospolita” wyraził pogląd, że prezydent mimo treści wyroku TK z 3 grudnia 2015 nie miał obowiązku przyjmowania ślubowania od sędziów wybranych uchwałami Sejmu z 8 października 2015, gdyż jego zdaniem uchwały te miałyby być wadliwe. W tym samym miesiącu został powołany na dyrektora Biura Analiz Sejmowych Kancelarii Sejmu. W 2016 został także członkiem rady naukowej Instytutu Wymiaru Sprawiedliwości, a następnie jej przewodniczącym.
W listopadzie 2016 został przez posłów Prawa i Sprawiedliwości zgłoszony jako kandydat na sędziego Trybunału Konstytucyjnego. 15 grudnia 2016 Sejm Rzeczypospolitej Polskiej VIII kadencji wybrał go na to stanowisko. Jego dziewięcioletnia kadencja rozpoczęła się 20 grudnia 2016.
22 października 2020 był w składzie orzekającym Trybunału Konstytucyjnego, w którym TK wydał wyrok o niezgodności z Konstytucją Rzeczypospolitej Polskiej wykonywania aborcji z powodu ciężkiego i nieodwracalnego upośledzenia płodu albo nieuleczalnej choroby zagrażającej jego życiu. Wyrok Trybunału został negatywnie oceniony pod względem proceduralnym i merytorycznym przez zespół ekspertów pod przewodnictwem prof. Marka Chmaja i doprowadził do licznych protestów przeciwko zmianie przepisów aborcyjnych na ogólnokrajową skalę.

## Wybrane publikacje
- Przedawnienie roszczeń deliktowych (współautor z Przemysławem Sobolewskim), Warszawa 2007
- Umowne prawo odstąpienia, Warszawa 2010
- Służebności gruntowe według kodeksu cywilnego, Warszawa 2013[14]